# Microrégion des Gerais de Balsas

Localisation de la microrégion des Gerais de Balsas

La microrégion des Gerais de Balsas est l'une des trois microrégions qui subdivisent le sud de l'État du Maranhão au Brésil.
Elle comporte 5 municipalités qui regroupaient 119 312 habitants en 2006 pour une superficie totale de 36 503 km2.

## Municipalités
- Alto Parnaíba
- Balsas
- Feira Nova do Maranhão
- Riachão
- Tasso Fragoso